# Медаль Мхитара Гоша
Медаль Мхита́ра Гоша — государственная награда Республики Армения
Медаль Мхитара Гоша присуждается за выдающуюся государственную и общественно-политическую деятельность, а также за значительные заслуги в областях дипломатии, юриспруденции, политики.
Закон «О медали Мхитара Гоша» действует с 26 июля 1993 года (утратил силу 9 августа 2015 года).

## Награждённые медалью
В период правления Президента Армении С. Саргсяна (с 9 апреля 2008 года) медалью были награждены 145 человек, все - прижизненно.
Из 145-и награждённых 89 - граждане Армении, 56 - иностранных государств (18 граждан США, 8 - Франции, 6 - Аргентины, 5 - Российской Федерации, по 2 - Ливана, Сирии и Уругвая, по 1 - Бразилии, Германии, Египта, Канады, Кипра, Кыргызстана, Турции, Греции, Японии, Чили, Словакии, Австралии). Награждены также по 1 представителю ОБСЕ и ЕС. 
18 из награждённых - женщины.